# 平阴之战
平阴之战，是晉國攻打齊國的一場戰役。

## 概述
公元前555年冬，因齊國多次攻打魯國，魯國向晉國求救，晉荀偃率領晋軍進攻齊國。荀偃在黃河邊上沉玉祀神後，晋兵渡河，與魯國合兵進攻齊國，齊靈公率兵在平陰阻擊晋軍，然而犧牲了很多人也不能打敗晋軍，只能采取守勢，士匄派人告訴齊國：「現在魯、莒兩國都向晋國請求，想發兵攻打齊國，如果我們准許他們的請求，齊靈公一定失去他的國家。」齊靈公聽聞後，登山觀望晋軍陣勢，發現晋軍人數眾多，於是齊靈公在9月15日乘夜退兵，9月16日晋軍入平陰，並追擊撒退中的齊軍，俘獲負責殿後的齊將殖綽、郭最二人。
晋軍分兵略齊地，9月28日，荀偃、士匄率中軍攻克平陰東南方的京茲，10月4日，魏绛、欒盈率下軍攻克平陰西方的邿邑，趙武、韓起率上軍圍困盧邑。10月17日，晋魯聯軍兵臨秦周，同日，晋軍砍伐齊都臨淄雍門之外的萩草。10月18日，晋軍在臨淄的南邊及西邊放火，10月21日，晋軍在臨淄的北邊及東邊放火，晋將范鞅、州綽率兵陣於臨淄東門、西門之外。齊靈公打算逃往郵棠，但在太子光及大臣郭榮的勸阻下取消。10月23日，晋軍深入齊地，兵鋒東至濰水，南至沂水。
前554年夏，衛國乘機派兵攻齊。同時，齊國發生政變，患病中的齊靈公廢了太子光，改立公子牙為太子，並以高厚為太傅，夙沙衛為少傅，放遂太子光往東部地區，但不久，崔杼迎回廢太子光，公子牙被執，高厚被殺，夙沙衞奔往高唐。4月9日，齊靈公卒。晋軍得到齊靈公病逝的消息後就退兵。6月7日，太子光即位，為齊莊公，齊莊公率軍圍困高唐，高唐人殖綽、工僂於某夜放齊軍入城，夙沙衞被殺。